# Neomachilis halophila
Neomachilis halophila is een rotsspringersoort uit de familie van de Machilidae. De wetenschappelijke naam van de soort is voor het eerst geldig gepubliceerd in 1911 door Silvestri.